# 松元インターチェンジ

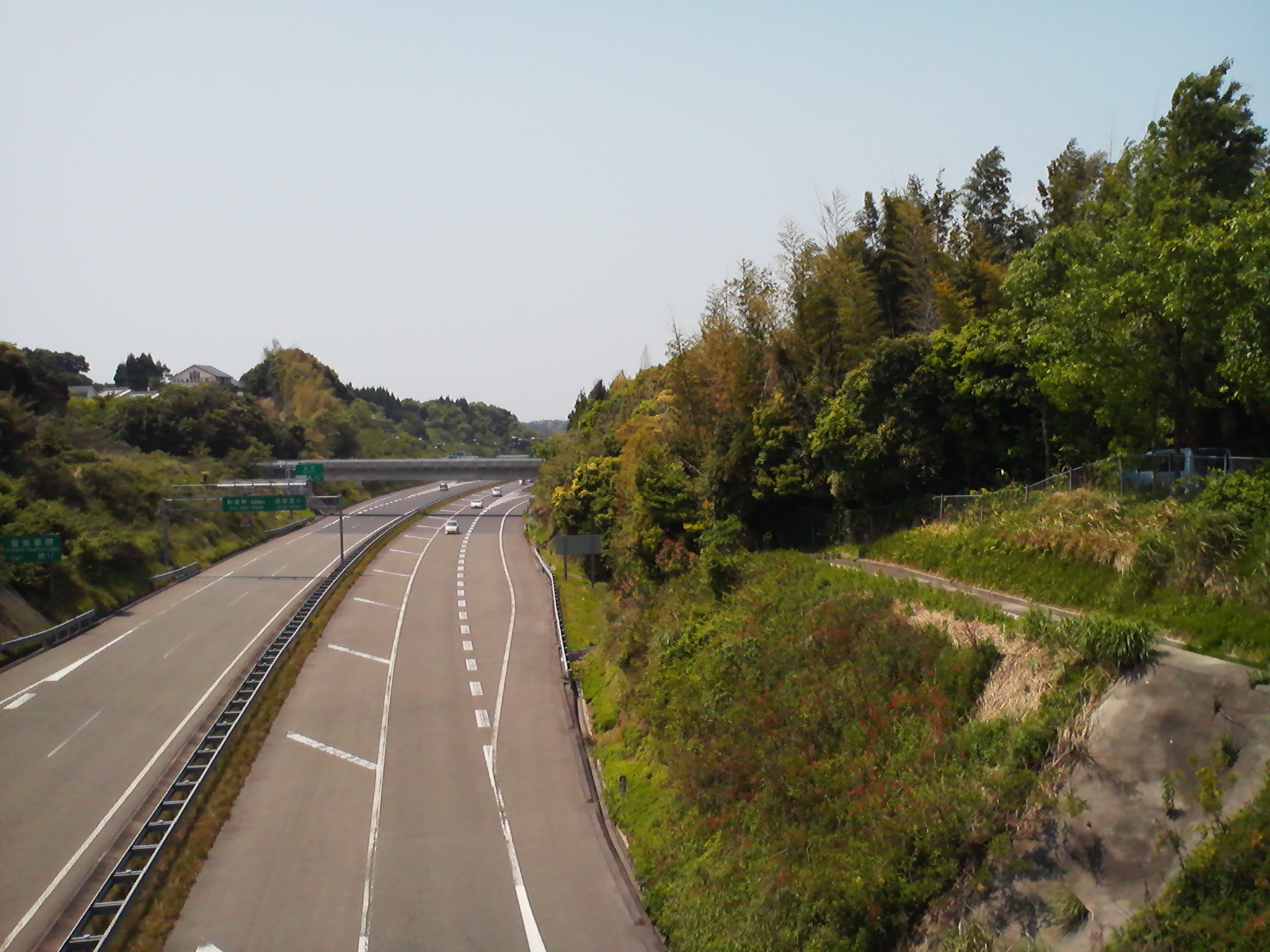
鹿児島県道210号小山田谷山線から松元本線料金所方面を望む

松元インターチェンジ（まつもとインターチェンジ）は、鹿児島県鹿児島市石谷町（旧・日置郡松元町）にある南九州西回り自動車道（鹿児島道路）のインターチェンジである。
本線料金所である松元本線料金所（まつもとほんせんりょうきんじょ）が併設されている。松元本線料金所では、伊集院ICから鹿児島西ICまでの区間の料金を徴収する。
1998年3月26日に伊集院ICから鹿児島西ICまでの区間が開通したのに伴い、鹿児島方面出入口のみのハーフインターチェンジとして供用を開始したが、2002年4月6日の鹿児島道路全線開通時に熊本方面のランプの供用が開始され、フルインターチェンジとなった。

## 道路
- E3A 南九州西回り自動車道（鹿児島道路）

## 沿革
- 1998年（平成10年）3月26日 : 伊集院IC - 鹿児島西IC間開通に伴い、日置郡松元町大字石谷に鹿児島方面のみ出入可能なハーフインターチェンジとして供用開始[3][4]。本線料金所を併設。
- 2002年（平成14年）4月6日 : 鹿児島道路が市来ICまで開通したのに伴い、熊本方面のランプ供用開始[4]。
- 2017年（平成29年）3月1日 : 出入口料金所にETCレーンが設置される[5]。

## 出入口料金所
出入口料金所には一般レーン（自動収受機）及びETCレーンが8ブース設置されている。2017年2月28日までは8ブースすべてが一般レーンとなっており、ETCは使用することができなかった。

### 熊本方面入口
- ブース数：2
  - 一般：1(自動収受機)
  - ETC：1

### 熊本方面出口
- ブース数：2
  - 一般：1(自動収受機)
  - ETC：1

### 鹿児島方面入口
- ブース数：2
  - 一般：1(自動収受機)
  - ETC：1

### 鹿児島方面出口
- ブース数：2
  - 一般：1(自動収受機)
  - ETC：1

## 松元本線料金所

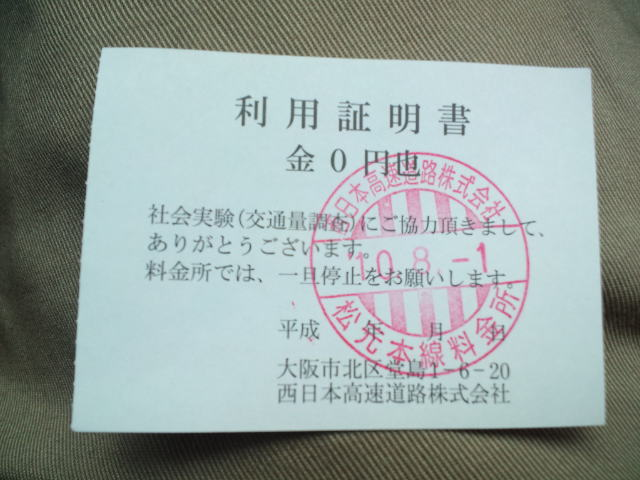
松元本線料金所で高速道路無料化社会実験の際に発行された利用証明書

松元本線料金所（まつもとほんせんりょうきんじょ）は鹿児島県鹿児島市石谷町にある南九州西回り自動車道（鹿児島道路）の本線料金所。松元インターチェンジ内に位置する。
本線料金所には4ブースが設置されており、ETCレーンが上下線に各1レーン設けられているため、無線通行が可能である。2010年6月28日から2011年6月19日まで市来IC-鹿児島西IC間の無料化社会実験が実施されていた。

### 熊本方面
- ブース数：2
  - ETC専用：1
  - 一般：1

### 鹿児島方面
- ブース数：2
  - ETC専用：1
  - 一般：1

## 松元バスストップ
松元バスストップは鹿児島県鹿児島市石谷町の南九州西回り自動車道（鹿児島道路）上にあるバスストップで2010年現在高速バスは一度も使用しておらず、現在は管理用施設として利用されている。位置は松元ICより鹿児島西IC側に所在する。

### 歴史
- 1998年（平成10年）3月26日：鹿児島西IC - 伊集院IC間開通により、開設。

## 接続する道路
- 鹿児島県道210号小山田谷山線

## 周辺
- 上伊集院駅
- 鹿児島市立石谷小学校

## 隣
E3A 南九州西回り自動車道（鹿児島道路）
（23）伊集院IC - （24）松元IC - （25）鹿児島西IC

## 入口分岐標識
左方向
- 鹿児島

右方向
- 川内